# Паркеш (Тулћа)
Паркеш (рум. Parcheș) насеље је у Румунији у округу Тулћа у општини Сомова. Oпштина се налази на надморској висини од 34 m.

## Становништво
Према подацима из 2002. године у насељу је живело 776 становника, од којих су сви румунске националности.